# Grotekerksbuurt (Dordrecht)
De Grotekerksbuurt is een straat in de stad Dordrecht, in de Nederlandse provincie Zuid-Holland. Aangrenzend bevindt zich onder de meer de Grote Kerk. Vanouds woonden rijke Dordtenaren langs de oude hoofdstraten, waar de Grotekerksbuurt naast de Voorstraat, Groenmarkt en Wijnstraat toe gerekend kan worden.

## Geschiedenis
In een tekst uit 1519 werd de eerste vermelding van de naam scuytmakers straetken (thans Schuitenmakersstraat) gevonden. Het suggereert dat het gebied rond de Grotekerksbuurt, en de nabijgelegen Houttuinen, minstens aan het eind van de 15e eeuw voor de scheepsbouw belangrijk was geworden. Houtkopers die hun hout tot dan veelal aan de Voorstraat tussen de Boomstraat en de Nieuwbrug (Houtsteiger) opgeslagen hadden, vestigden zich aan de Grotekerksbuurt.
In de Grotekerksbuurt bevond zich het Sint-Jacobsgasthuis, dat eigendom was van het gilde van de Sint-Jacobsheren, die het in de 14e eeuw hadden gesticht. Het tehuis was bedoeld voor de Sint-Jacobspelgrims, die een pelgrimage uitvoerden naar het Spaanse Santiago de Compostella waar Sint-Jacob werd vereerd. Hen werd onderdak, voedsel en eventueel verpleging geboden.
Vanaf 1914 werd een nieuw ziekenhuis in de Grotekerksbuurt geopend, het Rooms-Katholieke Ziekenhuis. Dit ziekenhuis fuseerde later met het Jacobsgesticht, een verpleeghuis voor oude lieden van de St. Jacobsstichting. Het ziekenhuis was - ondanks de verzuiling - niet uitsluitend voor katholieken bedoeld. Mede hierdoor bleek het pand al snel te klein. Plannen voor uitbreiding werden echter door het Dordtse gemeentebestuur tegengewerkt. Na een lang voorbereidingstraject werd in 1927 aan de Houttuinen begonnen met de bouw van een nieuw ziekenhuis, dat twee jaar later werd geopend.
De Grotekerksbuurt telt veel rijksmonumenten, waaronder het 15e-eeuwse nummer 56 en het 19e-eeuwse nummer 80. Op de hoek van het Grotekerksplein en de Kerkstraat was sinds de 18e eeuw lange tijd de Dordrechtsche Courant gevestigd. Dit pand stamt uit de 18e eeuw.

## Galerij

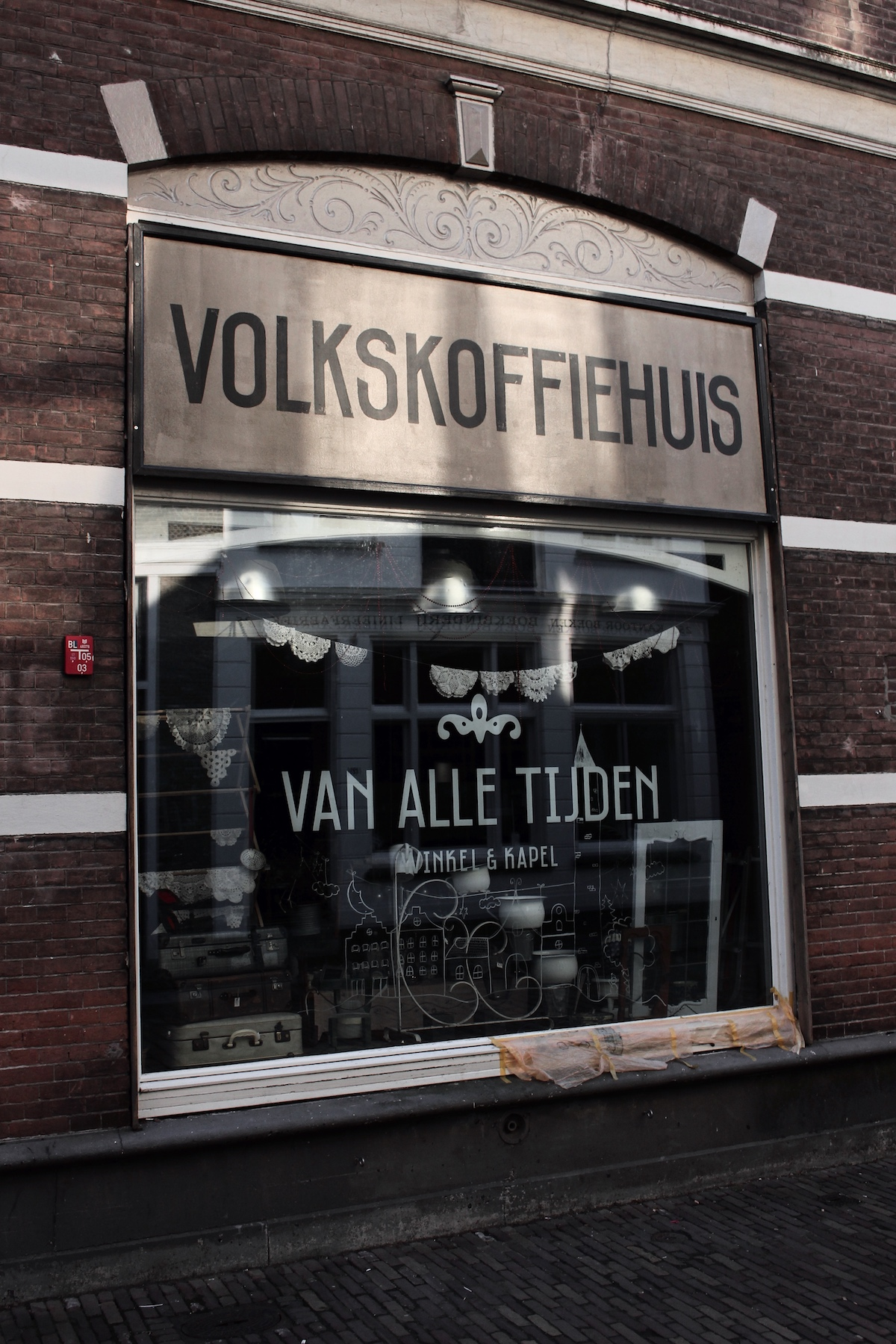
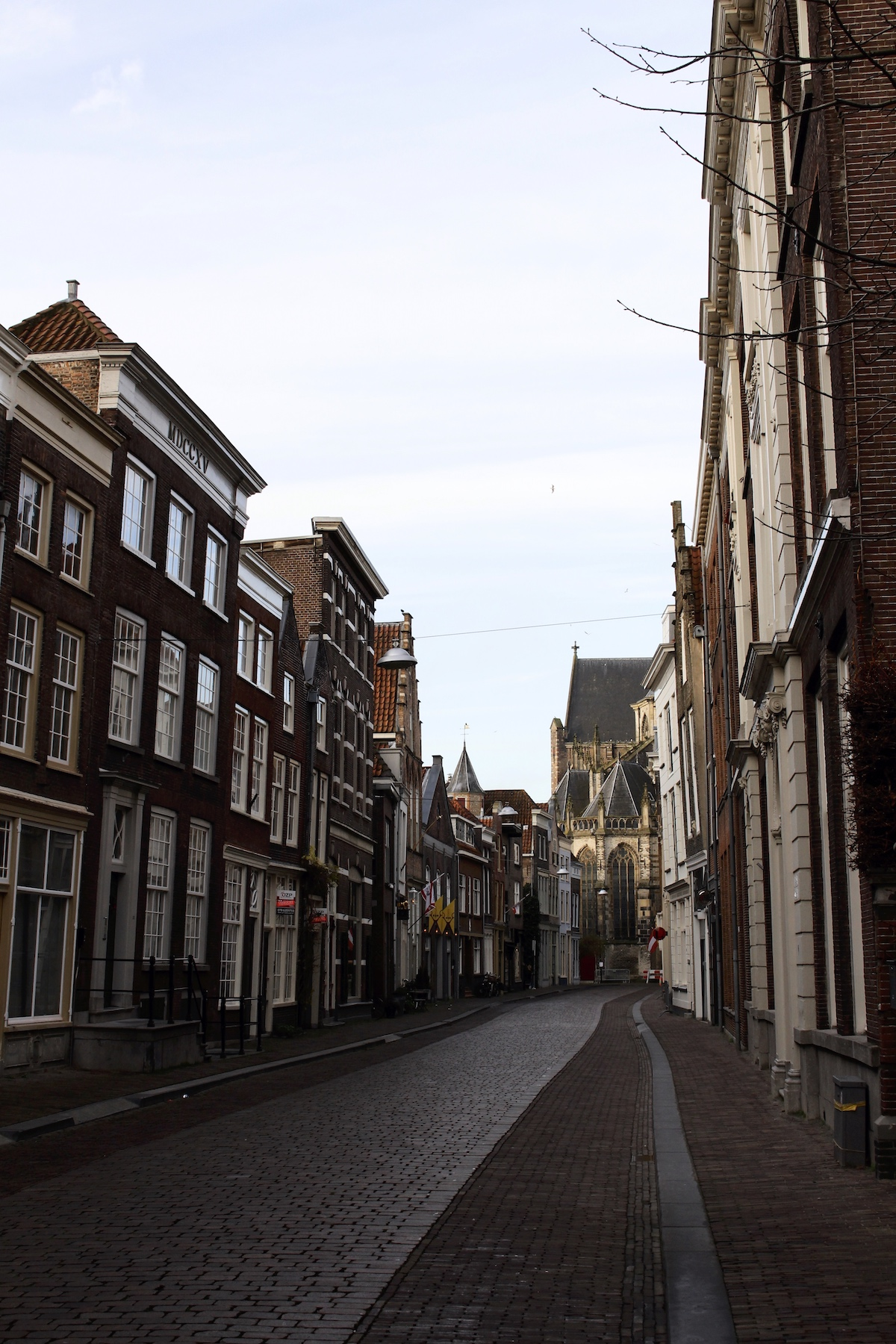
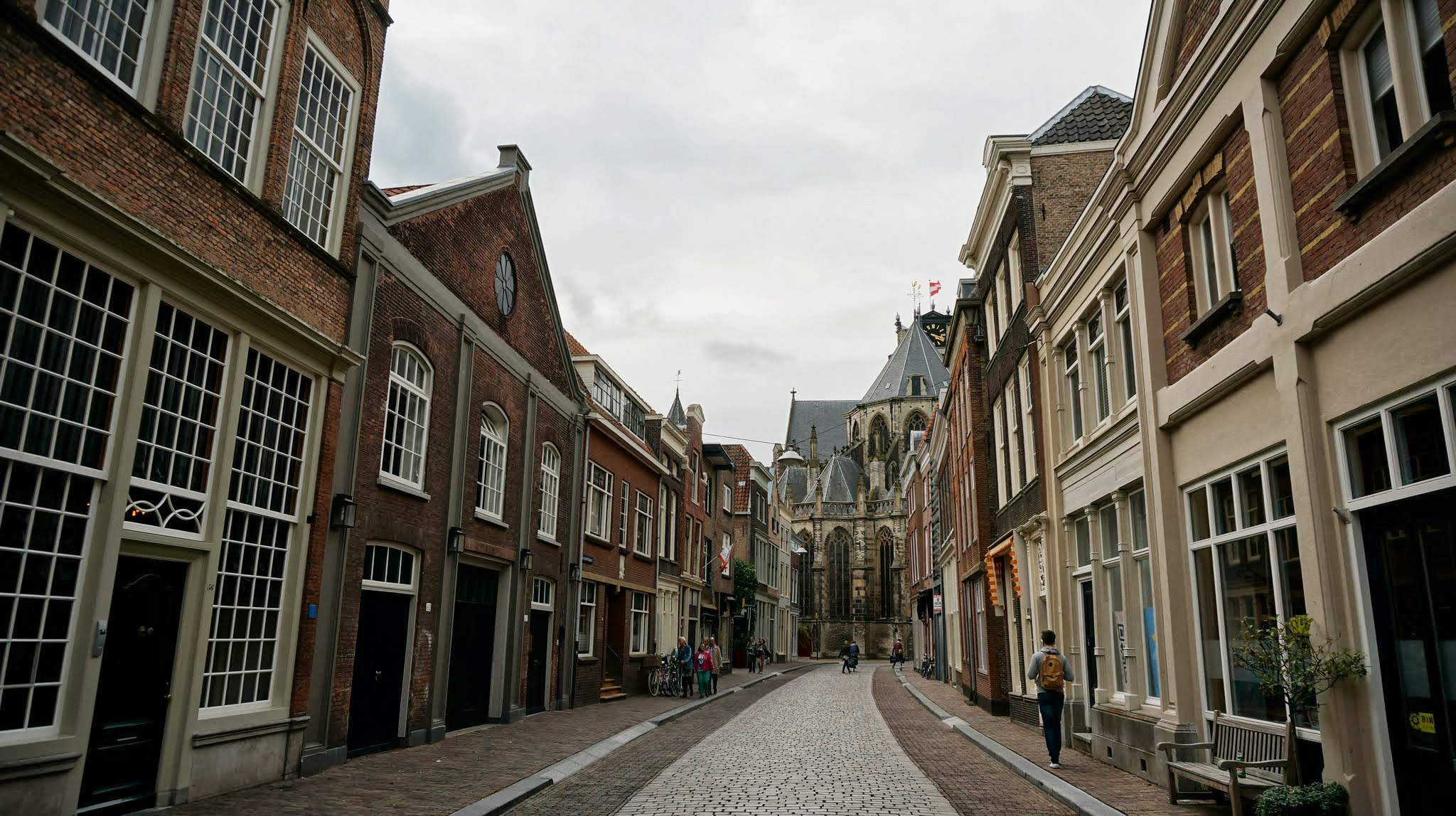
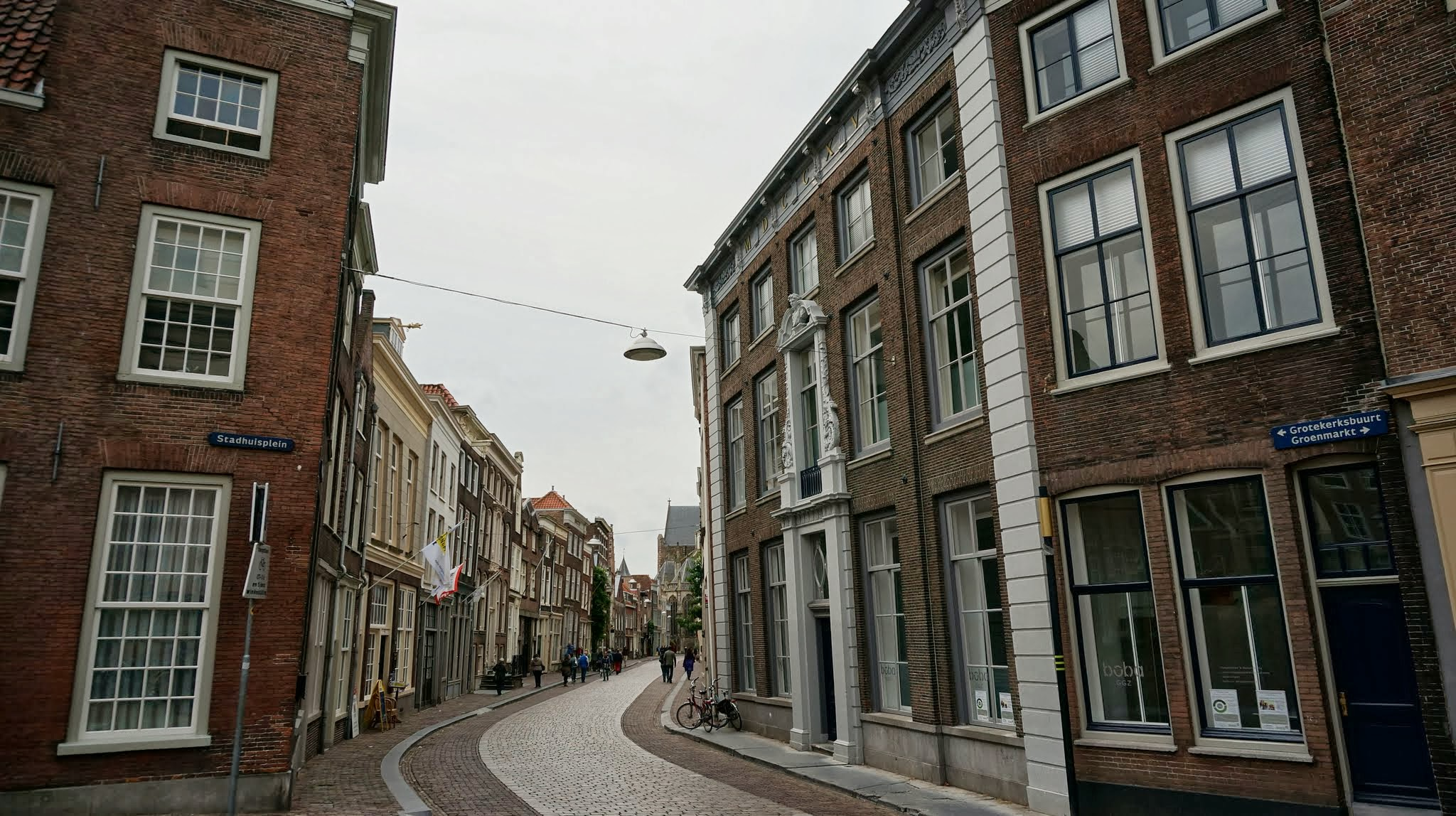
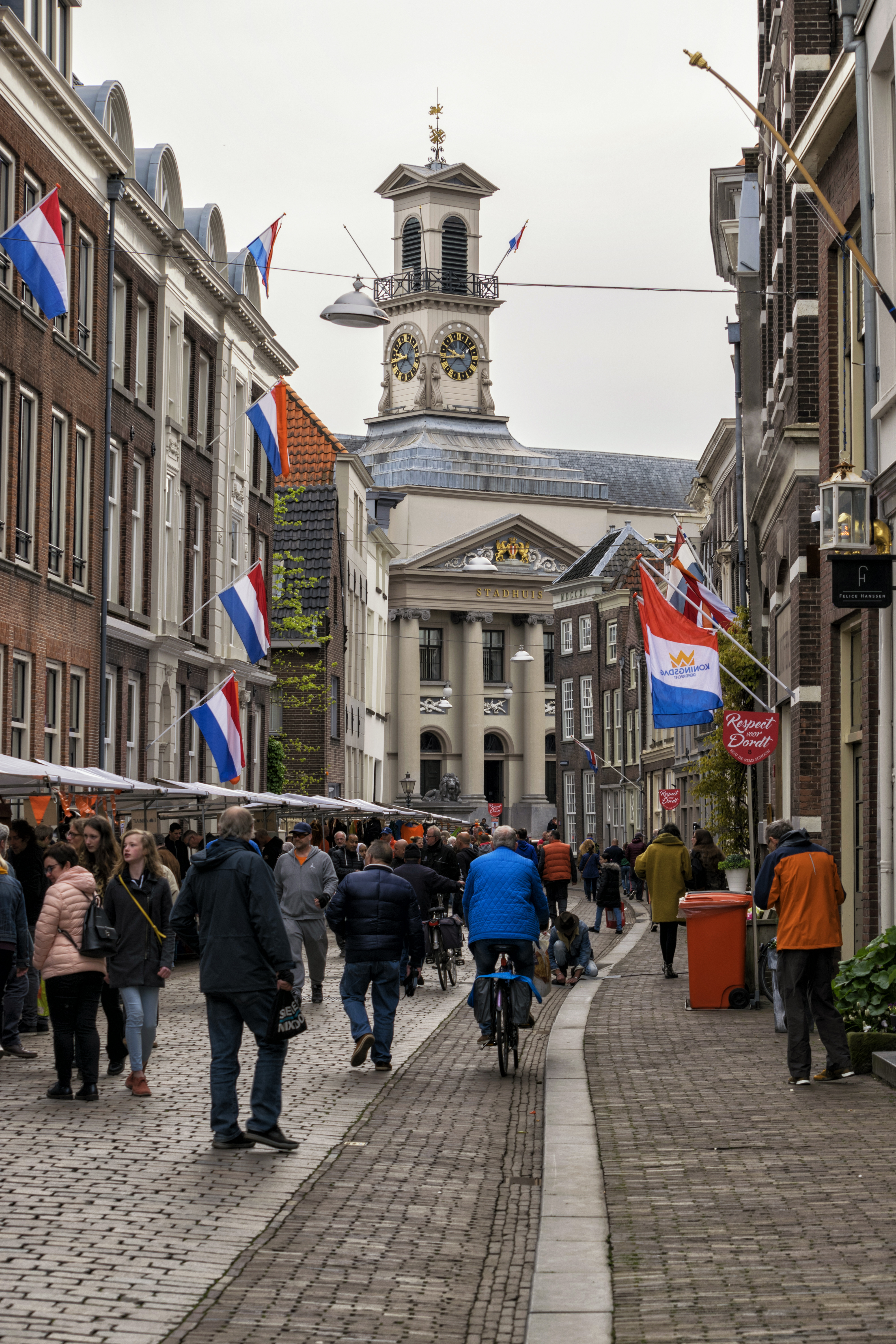
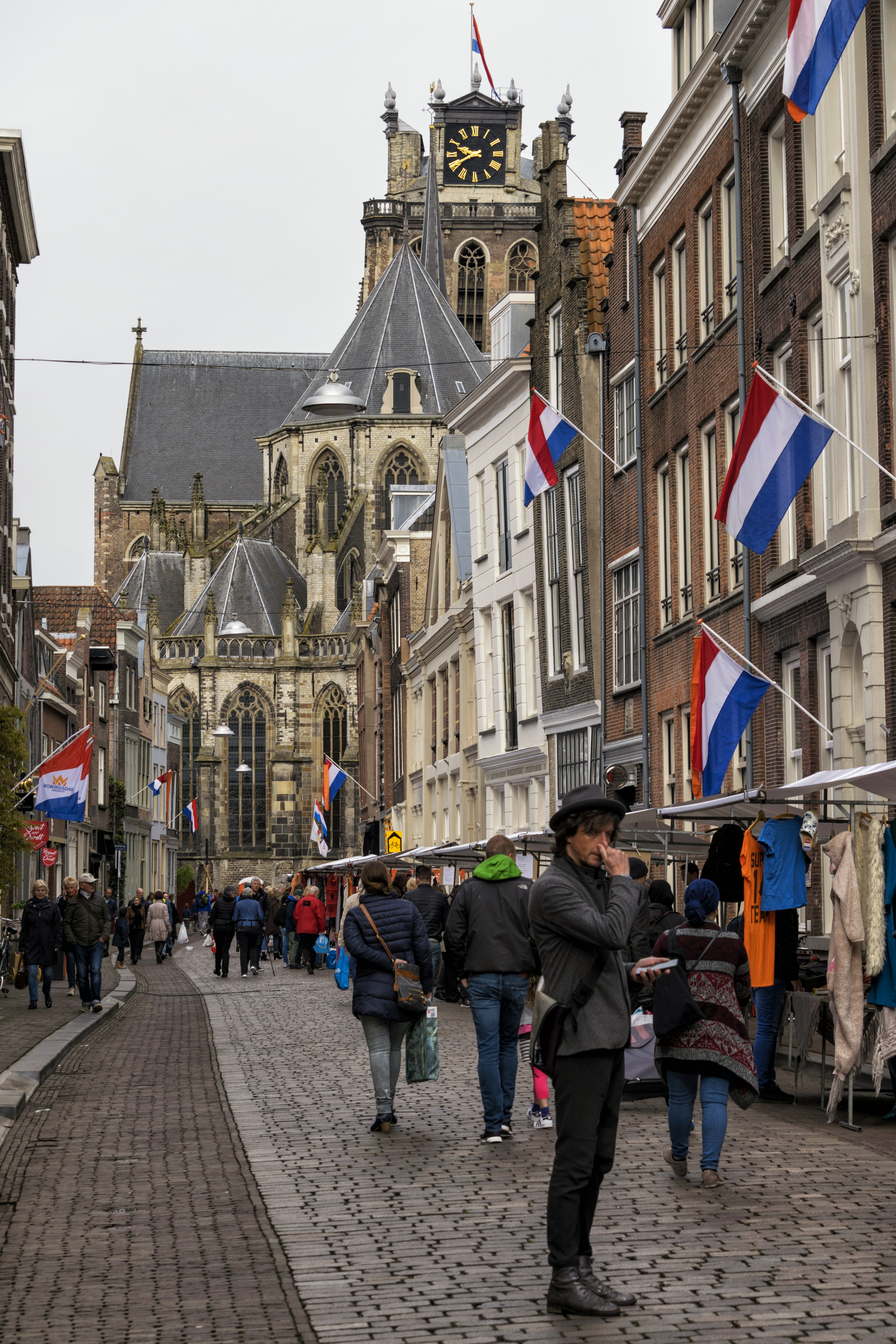

## Trivia
- Op nummer 21-23 bevindt zich het geboortehuis van Johan en Cornelis de Witt.
- De straat behoort tot de een van de populairste filmlocaties in Nederland.